# Acrobaatje
Het acrobaatje (Acrobatornis fonsecai), ook wel rozepootgraveteiro genoemd, is een zangvogel uit de familie Furnariidae (ovenvogels).

## Vondst en naamgeving
Het holotype, MZUSP 74154, is op 25 januari 1995 in Arataca verzameld. Nadien werd het paratype verzameld. Op basis het syntype beschreven Pacheco, Whitney en Gonzaga in 1996 de typesoort Acrobatornis fonsecai. Zij noemden de soort Acrobatornis fonsecai ter ere van de Braziliaanse ornitholoog Paulo Sergio Moreira da Fonseca.

## Kenmerken
De vogel is circa 14 centimeter lang. Het acrobaatje heeft een grotendeels grijs verenkleed en een korte, licht gebogen snavel. De poten zijn roze. Verder heeft deze vogel zwarte vleugels en grijze ogen.

## Verspreiding en leefgebied
Deze vogel is endemisch in Brazilië en komt enkel voor in de staten Bahia en Minas Gerais. De natuurlijke habitats zijn vochtige subtropische of tropische laagland bossen op een hoogte tot 550 meter boven zeeniveau in het bioom Atlantisch Woud.

## Status
De grootte van de populatie wordt geschat op 3500 tot 15000 individuen, maar door habitatverlies dalen de aantallen in snel tempo. Om deze redenen staat het acrobaatje als kwetsbaar op de Rode Lijst van de IUCN.